# Княжева (Тюмень)
Княжева — упразднённая деревня, находившаяся в подчинении Калининского административного округа городского округа город Тюмень Тюменской области. В 2013 году включена в состав города и исключена из учётных данных. Ныне микрорайон Тюмени.

## География
Расположена на левобережье Туры, западнее автодорожной развязки Тюменской окружной дороги с проездом Воронинские Горки. Отделена от бывшей деревни Метелева Метелёвским кладбищем.

## История
До 1917 года входила в состав Городовой волости Тюменского уезда Тобольской губернии. По данным на 1926 год состояла из 37 хозяйств. В административном отношении входила в состав Луговского сельсовета Тюменского района Тюменского округа Уральской области.

## Население
| 1989 | 2002 | 2010 |
| ---- | ---- | ---- |
| 41   | ↗176 | ↘98  |

По данным переписи 1926 года в деревне проживало 152 человека (76 мужчин и 76 женщин), в том числе: русские составляли 97 % населения, татары — 3 %.

## Инфраструктура
Личное подсобное хозяйство с зоной сельскохозяйственного использования, индивидуальная застройка усадебного типа.